# Матч (фильм, 1999)
«Матч» (англ. The Match) — комедийная мелодрама 1999 года режиссёра Мика Дэвиса. Мировая премьера: 13 августа 1999 года.

## Сюжет
Вилли Смит живёт в крохотном шотландском городке со спивающейся матерью, после гибели старшего сына постоянно выпадающей из реальности, и зарабатывает на жизнь доставкой жителям молока. А ещё он влюблён в свою подругу детства и обожает футбол. У этого на первый взгляд ничем не примечательного парня есть одна интересная особенность — абсолютная память. Молодой молочник помнит результаты всех матчей Шотландии за последние сто лет, всех игроков поименно, размеры их обуви и даже, какая погода была в день той или иной игры.
В городке всего два паба: «Бистро» и «Бенни», между постоянными посетителями которых каждый год проводится футбольный матч. Сто лет назад хозяева питейных заведений заключили пари: если «Бистро» победит сто раз подряд, его владелец получает в полную собственность паб конкурента. Грядёт сотая игра, девяносто девять предыдущих команда «Бенни» проиграла, и если это повторится и на этот раз, то посетителям придётся искать себе другое любимое место посиделок. Потому что хозяин «Бистро», уверенный в очередной победе своей команды, уже готовит пару бульдозеров, чтобы, как только «Бенни» перейдёт в его владение, сровнять злосчастный паб с землёй и на его месте построить автомобильную стоянку. Судьба паба висит на волоске, команда должна победить любой ценой. Поэтому, когда владелец «Бенни» и по совместительству тренер, за две недели до решающего события отходит в мир иной, игроки единогласно решают предложить тренерский пост единственному человеку, знающему о футболе в буквальном смысле слова ВСЁ — Вилли Смиту. Вилли прекрасно понимает, что дело это безнадёжное, и победить соперников им поможет только чудо. Но парень всё равно соглашается, потому что не может допустить, чтобы «Бенни», ставший для своих посетителей вторым домом, исчез с лица города…

## В ролях
| Актёр           | Роль               |
| --------------- | ------------------ |
| Макс Бисли      | Вилли Смит         |
| Айла Блэр       | Шейла Бэйли        |
| Лора Фрейзер    | Розмари Бэйли      |
| Ричард Э. Грант | Гас                |
| Джеймс Космо    | Билли Бэйли        |
| Дэвид Хеймен    | Задира             |
| Иэн Холм        | Биг Тэм            |
| Том Сайзмор     | Буффало            |
| Билл Патерсон   | Томми              |
| Иэйн Робертсон  | Дэнни              |
| Дэвид О’Хара    | механик            |
| Нил Мориссей    | Отвали'            |
| Саманта Фокс    | Пэтси              |
| Гари МакКормак  | Вочун              |
| Гэри Льюис      | Мёртвый Глаз'      |
| Джонатан Уотсон | Чарли'             |
| Майкл Нардон    | Дингус             |
| Сэлли Хоуитт    | Кэрол МакГи        |
| Пирс Броснан    | Джон МакГи         |
| Алан Ширер      | играет самого себя |

## Съёмочная группа
- Режиссёр: Мик Дэвис
- Продюсеры: Гаймон Кеседи, Аллан Скотт, Пирс Броснан, Стив Голин, Роберт Косберг, Бо Ст. Клэр, Крис Симес
- Сценарист: Мик Дэвис
- Композитор: Гарри Грегсон-Уильямс
- Оператор: Витольд Сток
- Хуждожники: Джон Франкиш, Люсинда Томсон, Пэм Даун
- Монтажёр: Кейт Уильямс